# Präsidentschaftswahl in den Konföderierten Staaten
Die Präsidentschaftswahl in den Konföderierten Staaten 1861 war die einzige, die während der Sezession der Südstaaten stattfand. Der amtierende Präsident Jefferson Davis wurde dabei im Amt bestätigt. Der Ablauf der Präsidentenwahl war vergleichbar mit dem bei der Präsidentschaftswahl in den Vereinigten Staaten.

## Vorgeschichte
Nach der Wahl des gemäßigten Sklavereigegners Abraham Lincoln (Republikanische Partei) bei der Präsidentschaftswahl in den Vereinigten Staaten 1860 kam es ab Dezember 1860 zur Abspaltung mehrerer Sklaven haltender Südstaaten von den USA. Diese gründeten am 4. Februar 1861 die Konföderierten Staaten von Amerika (CSA). Der Provisorische Konföderiertenkongress wählte fünf Tage später Jefferson Davis zum Staatschef. Seine Vereidigung auf die vorläufige Verfassung der Konföderierten Staaten erfolgte am 18. Februar. Seine Wahl sollte im Herbst vom Volk bestätigt werden, wobei als Termin der 6. November festgelegt wurde. Die Wahlperiode sollte sechs Jahre betragen, wobei eine Wiederwahl nicht vorgesehen war.

## Ergebnis
Davis und sein Vizepräsident Alexander H. Stephens konnten alle elf teilnehmenden Staaten gewinnen. Gegenkandidaten gab es keine.
| Kandidat        | Partei     | Stimmen | Stimmen | Wahlmänner |
| Kandidat        | Partei     | Anzahl  | Prozent | Wahlmänner |
| --------------- | ---------- | ------- | ------- | ---------- |
| Jefferson Davis | Unabhängig | 47.057  | 96,98 % | 109        |
| Andere          | —          | 1.465   | 3,02 %  | —          |

Das Wahlmännerkollegium gab seine Stimmen am 4. Dezember 1861 ab und stimmte ohne Ausnahme für Davis.

## Weiterer Verlauf
Die Amtseinführung von Davis mit dessen Vereidigung fand am 22. Februar 1862 statt.
In Louisiana und Tennessee, beide zum Zeitpunkt der Präsidentschaftswahl in den Vereinigten Staaten 1864 von der Union beherrscht, wurden Stimmen für diese Wahl abgegeben. Beide Staaten wurden von Abraham Lincoln gewonnen, ihre Wahlmännerstimmen aber nicht gewertet.
Die Amtszeit von Davis endete kurz vor dem Ende des Sezessionskriegs mit seiner Gefangennahme durch Unionstruppen Anfang Mai 1865. Davis befand sich mit Getreuen auf dem Weg ins Ausland, um dort nach der Niederlage der CSA eine Exilregierung zu bilden.
Die meisten der Südstaaten (mit Ausnahme von Mississippi, Texas und Virginia, deren Wiedereintritt in die Union noch nicht vollzogen war) nahmen 1868 wieder an den Präsidentschaftswahlen teil.